# Amaliabrug (Waddinxveen)
De Amaliabrug, vernoemd naar Prinses Amalia, is een basculebrug over de Gouwe in de gemeente Waddinxveen. De brug ligt ten noorden van en parallel aan het Gouwe-aquaduct. De weg over de brug is de Extra Gouwekruising (N451) met 2 rijstroken per richting. Deze weg maakt deel uit van de Parallelstructuur A12. De brug wordt op afstand bediend door Brugbedieningscentrum Steekterpoort.

## Architectuur
Ten behoeve van de Extra Gouwekruising moest er een oeververbinding parallel aan het bestaande Gouwe-aquaduct gemaakt worden. Omdat de betreffende vaarweg deel uitmaakt van de Staande Mastroute, is gekozen voor een basculebrug.
De brug is ontworpen door Zwarts & Jansma Architecten, Amsterdam in opdracht van de provincie Zuid-Holland. De uitvoering was in handen van Heijmans Infra, Rosmalen. Het constructief ontwerp was van Movares, Utrecht. Bij het ontwerp is gekeken naar de totale kosten gedurende de levensduur. Zo is bijvoorbeeld gekozen voor duurzame verlichting en asfalt, dat minder onderhoud nodig heeft.
De Amaliabrug is een van de grootste basculebruggen van Nederland. De brug heeft in gesloten stand een doorvaarthoogte van 7 meter, is 41 meter lang, 20 meter breed en bijna 400 ton zwaar. Het totaalgewicht inclusief ballast bedraagt 900 ton. De totale lengte van de brug inclusief de aanbruggen is 500 meter.
Het beweegbare deel (het val), vormt samen met de basculekelder, het contragewicht en de twee panamawielen de belangrijkste onderdelen van de brug.
De imposante aandrijving met de panamawielen met een doorsnede van 4 meter is vanaf de weg volledig zichtbaar door de glazen wanden in de architectonisch vormgegeven basculekelder.
Staalconstructie Hillebrand, Middelburg was naast de bouw van de staalconstructie ook verantwoordelijk voor het ontwerp en bouw van de aandrijving. De brug is ontworpen voor een levensduur van 100 jaar. De brug moet in korte tijd (120 s.) geopend en gesloten kunnen worden om verkeersoverlast te beperken. Maar het beweegbare deel van 900 ton moet bij een noodstop wel snel en zonder schade tot stilstand kunnen worden gebracht. Dit stelt hoge eisen aan de constructie.

## Geschiedenis
Heijmans startte begin februari 2014 met de werkzaamheden en heeft het project in 34 maanden (binnen de planning) afgerond. De brug is op 22 december 2016 officieel geopend.
In de zomer van 2018 is de brug door onvoorziene constructieproblemen 10 weken afgesloten geweest voor het autoverkeer. Al bij de ingebruikname van de weg was het duidelijk dat het landhoofd aan de westkant niet goed aansloot op de brug. Er was sprake van een scheefstand en door de beweging die erin zat, was er een lichte verzakking van de weg. De problemen zijn door Heijmans opgelost en de brug kon vanaf 15 augustus 2018 weer gebruikt worden.

## In het nieuws
In de rubriek ‘Weggegooid geld’ van het tv-programma Kanniewaarzijn werd op 8 januari 2019 uitgebreid aandacht besteed aan het nut en de noodzaak van de Amaliabrug. In dat programma werd gesteld dat de bouw van de Amaliabrug en de aansluitende wegen weggegooid geld zou zijn.
Dit programma gaf echter een eenzijdig beeld van de situatie. Men ging voorbij aan de toekomstige uitbreidingen in de regio en aan de (toekomstige) aansluiting op de randweg in Waddinxveen.

## Fotogalerij

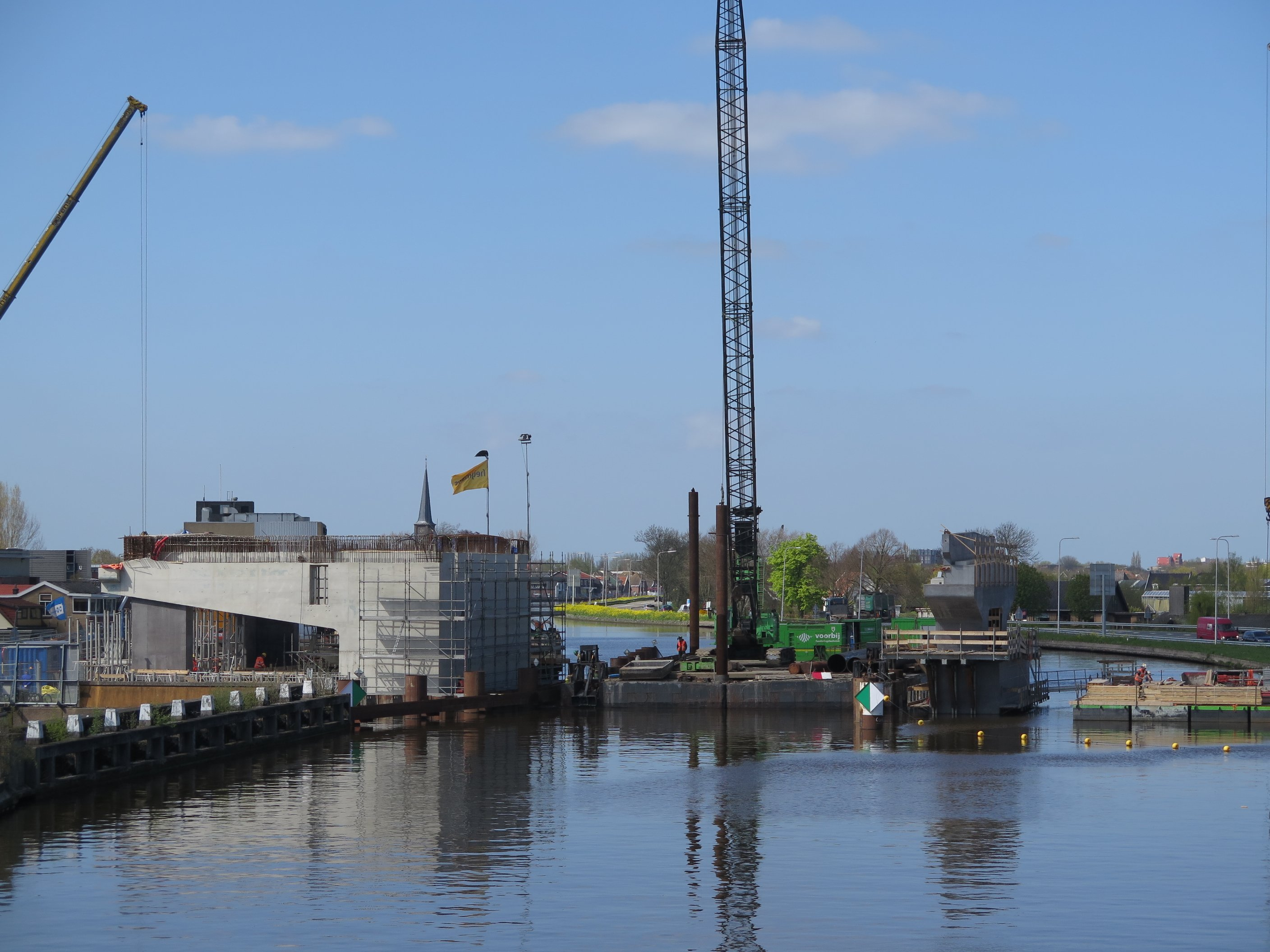
Brug in aanbouw
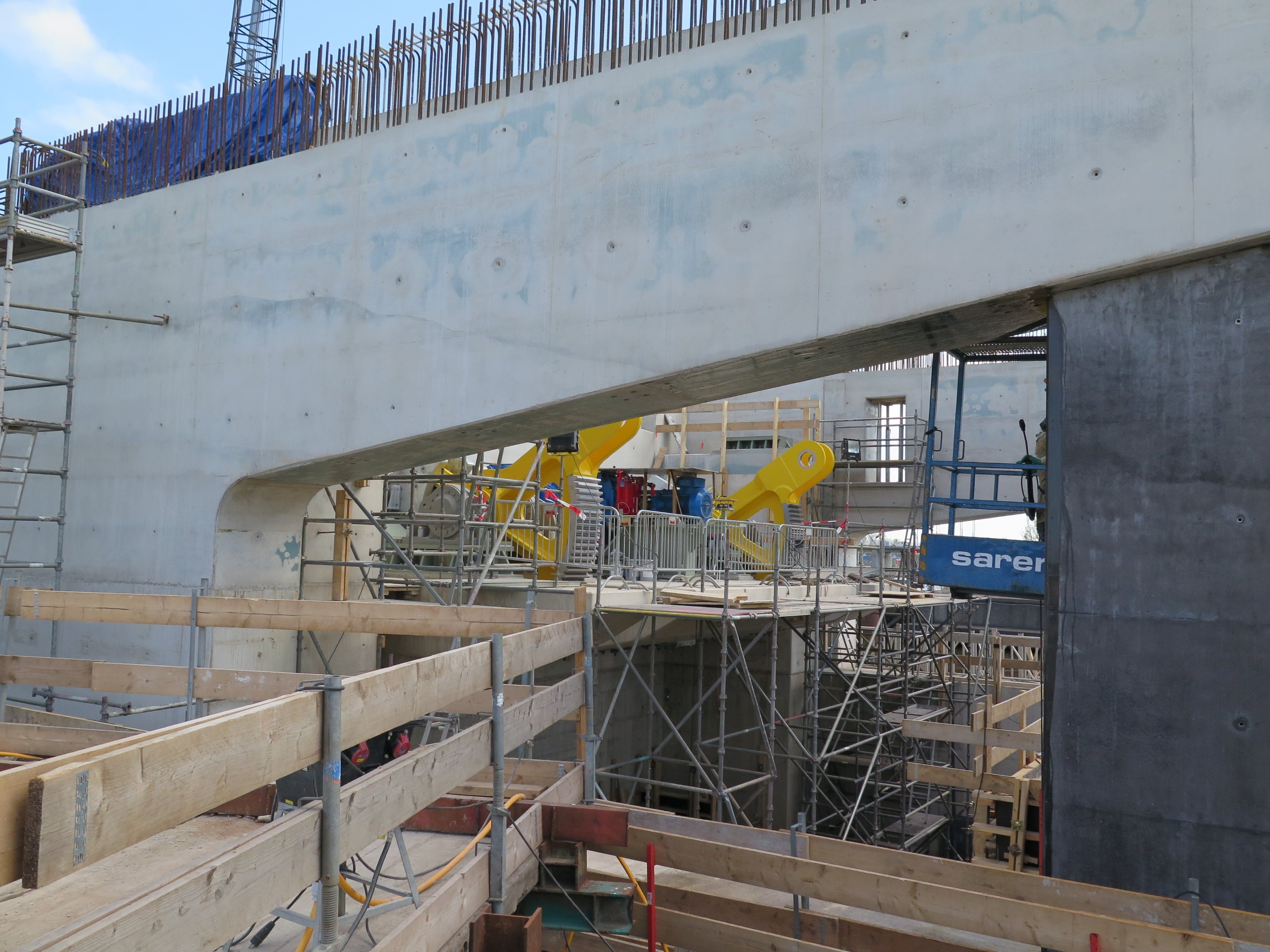
Panamawielen
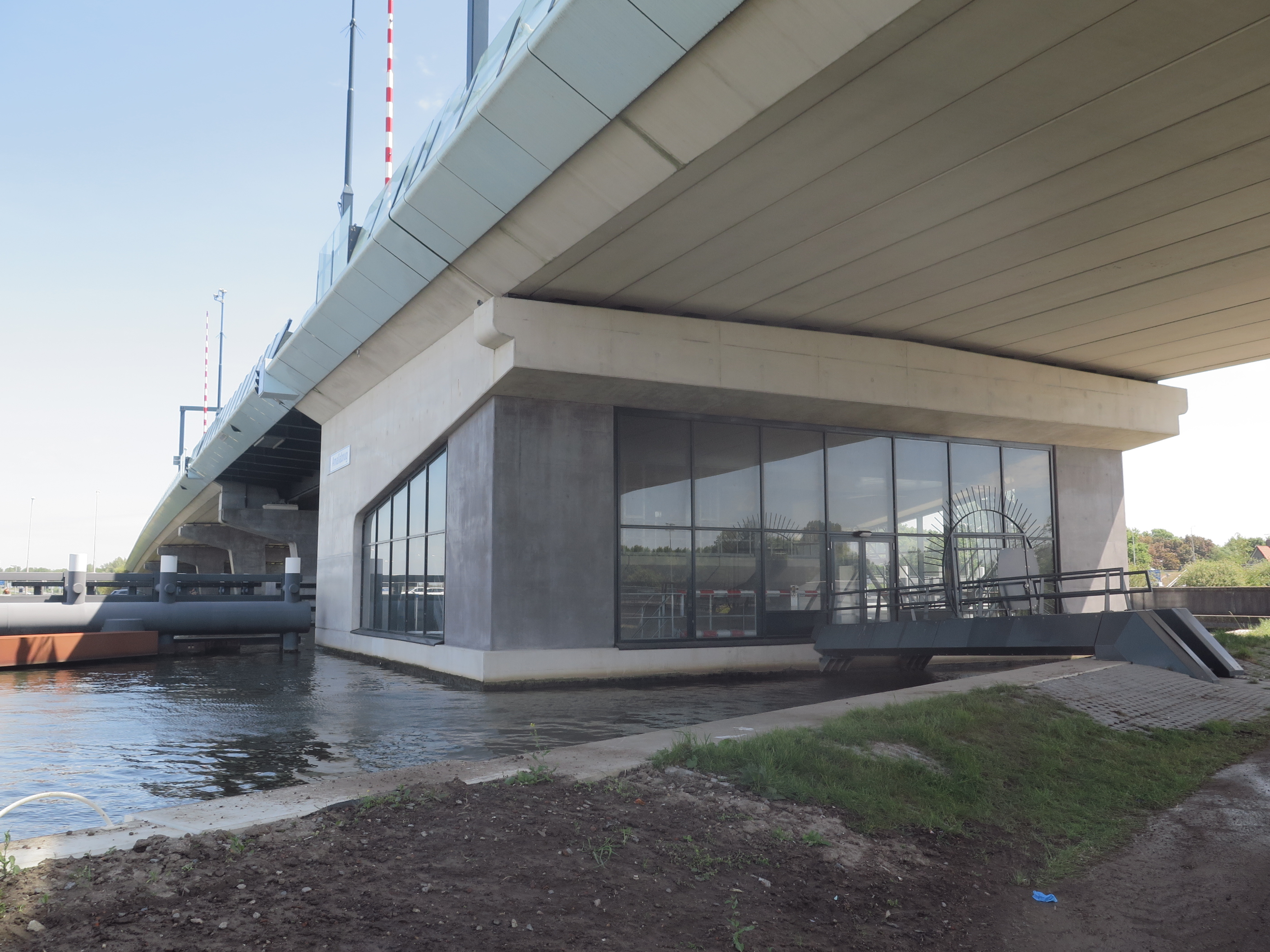
Basculekelder
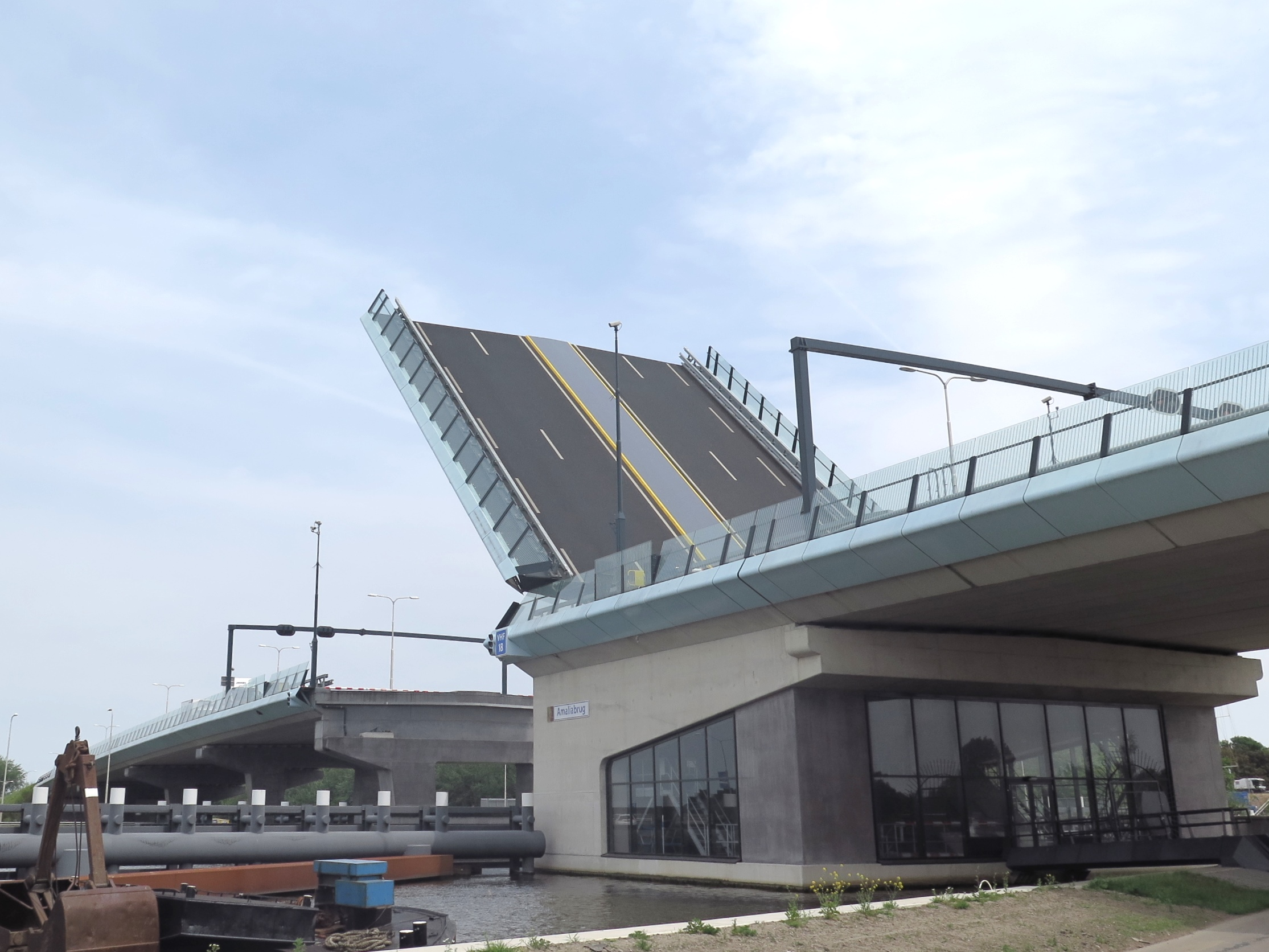
Brugopening
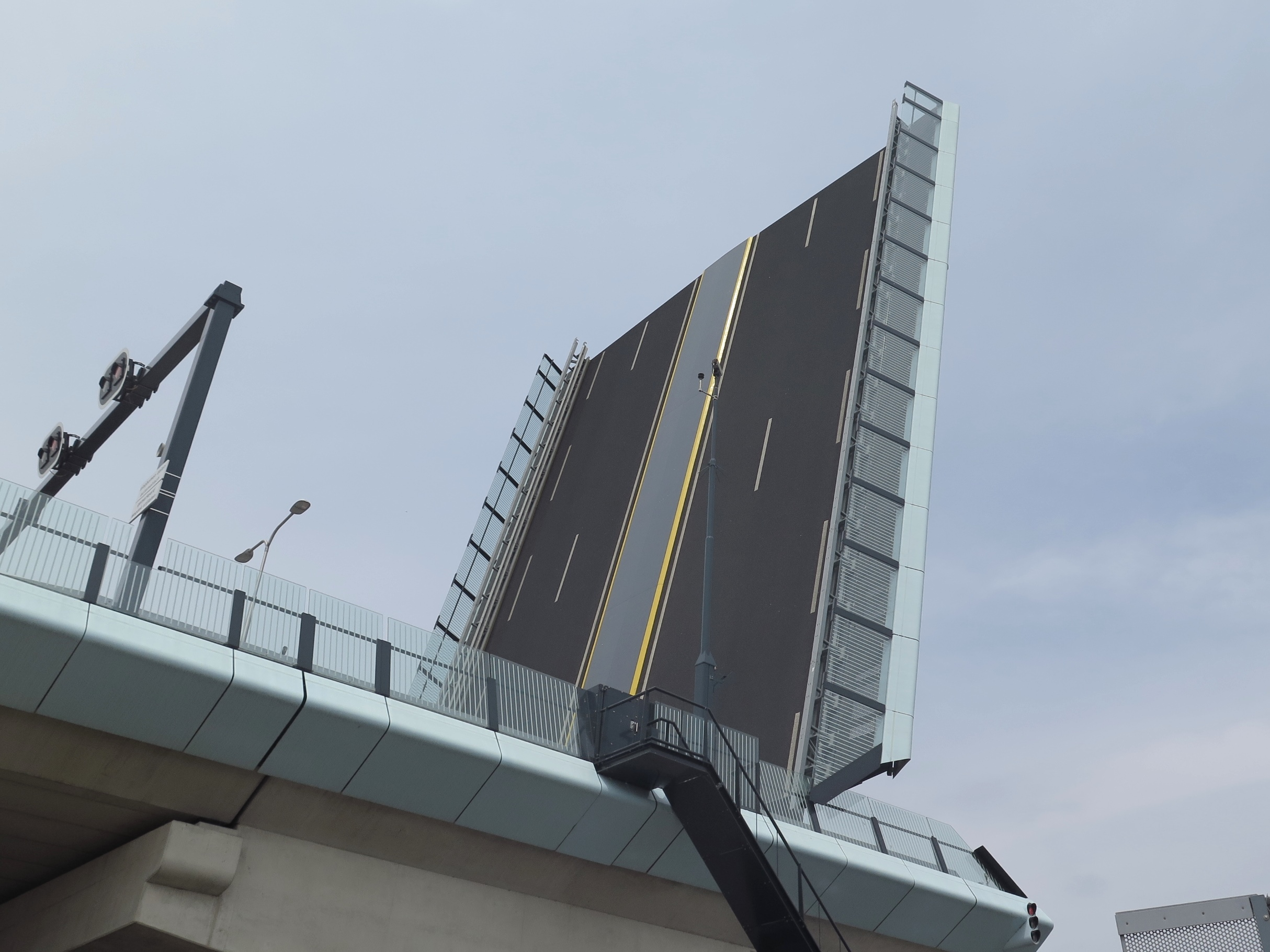
Idem
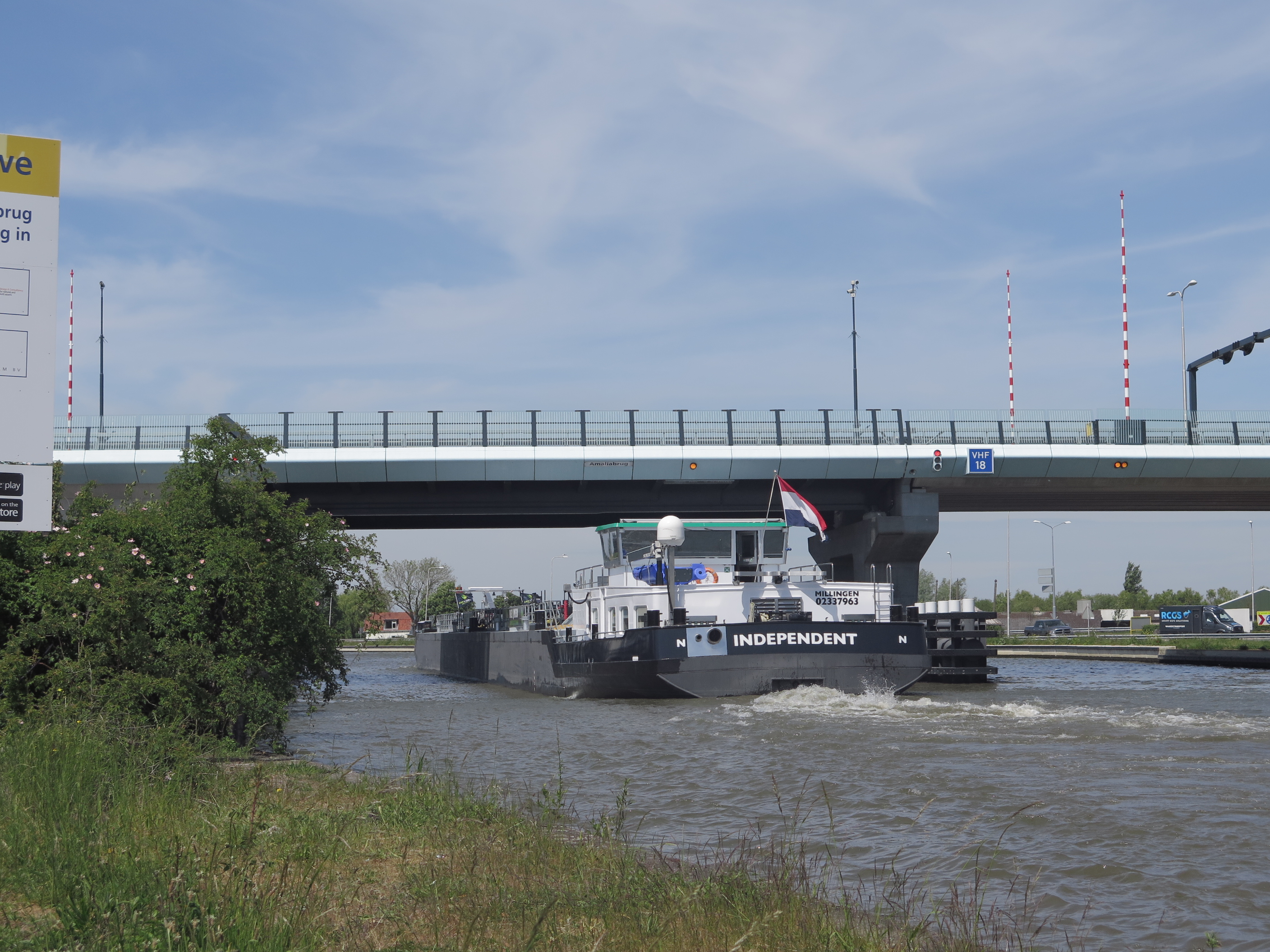

Hefbrug Gouwesluis ·
Gouwespoorbrug ·
Alphen-aquaduct ·
Hefbrug Boskoop ·
Hefbrug Waddinxveen ·
Amaliabrug ·
Gouwe-aquaduct ·
Coenecoopbrug ·
Lage Gouwespoorbrug ·
Hoge Gouwespoorbrug ·
Julianasluisbrug Noord ·
Julianasluisbrug Zuid